# Gallinula
A  Gallinula a madarak osztályának darualakúak (Gruiformes) rendjébe és a  guvatfélék (Rallidae) családjába tartozó nem.

## Rendszerezés
A nembe az alábbi 9 faj tartozik:

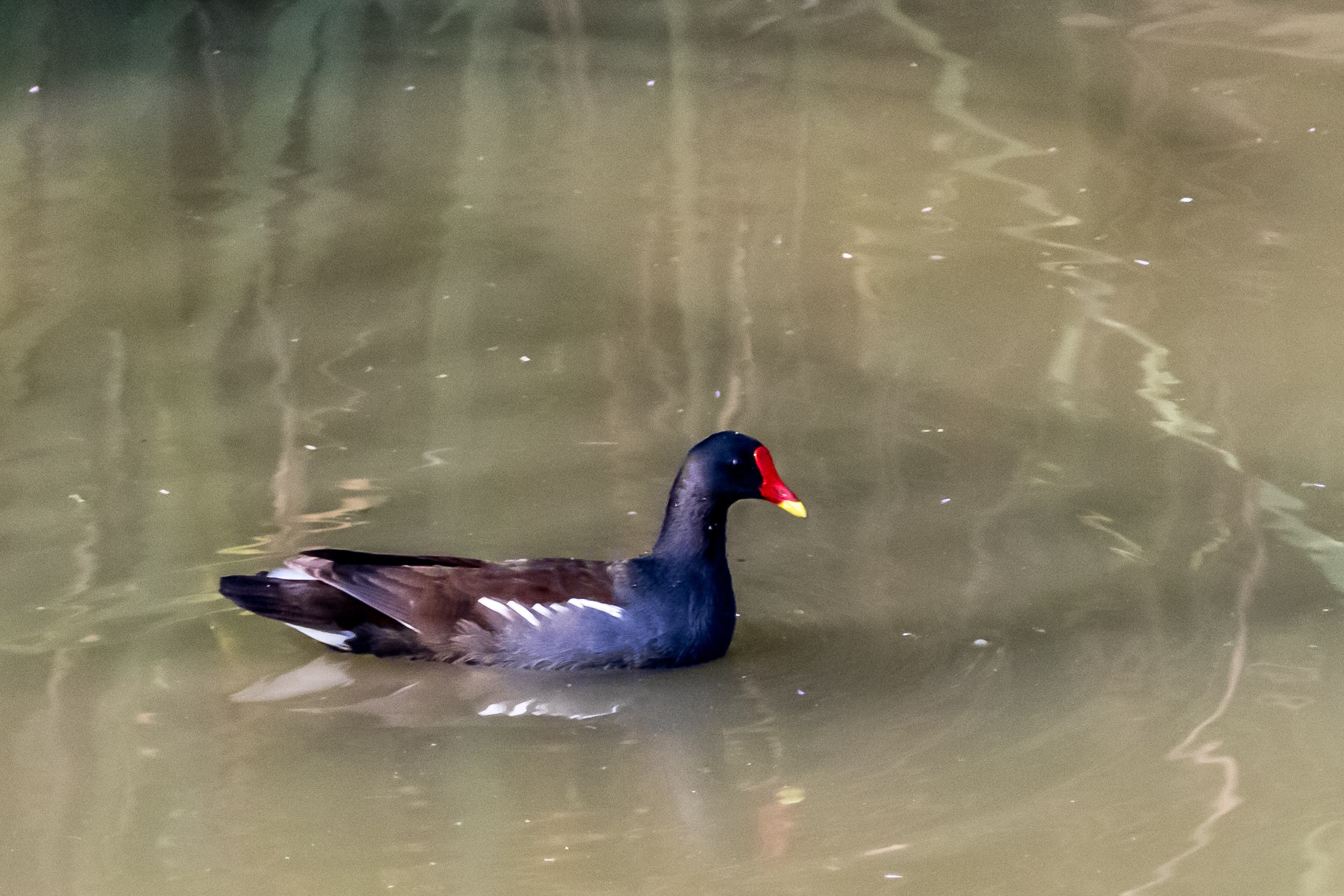
Moorhen in the Hulla Valley

- szamoai vízityúk (Gallinula pacifica) más néven (Pareudiastes pacificus) – kihalt
- San Cristobal vízityúk (Gallinula silvestris) más néven (Pareudiastes silvestris)
- Trisdan da Cunha vízityúk (Gallinula nesiotis) más néven (Porphyriornis nesiotis) – kihalt
- gough szigeti vízityúk (Gallinula comeri) más néven (Porphyriornis comeri)
- vízityúk (Gallinula chloropus)
- pápua vízityúk (Gallinula tenebrosa)
- törpe vízityúk (Gallinula angulata)
- álarcos vízityúk (Gallinula melanops) más néven (Porphyriops melanops)
- vöröslábú mocsárityúk (Gallinula ventralis) más néven (Tribonyx ventralis)
- tasmaniai mocsárityúk (Gallinula mortierii) más néven (Tribonyx mortierii)